# Памятник Чайковскому (Владимир)
Памятник Чайковскому — монумент, установленный в честь великого русского композитора Петра Ильича Чайковского, расположенный во Владимире. Памятник находится в небольшом сквере на одноимённой улице. Улица, названная в честь Чайковского, появилась во Владимире в 1952 году. Бронзовый памятник работы неизвестного скульптора был установлен в 1967 году. Считается, что инициатором памятника был руководитель ВЗПО «Техника», которое занималось благоустройством в данном районе Владимира. Чайковский изображён в свободной позе, стоящим, опёршись локтем левой руки на драпированную колонну-подставку, держа в руке ноты. Постамент не имеет таблички с именем Чайковского.
Сам великий композитор никогда в самом Владимире не был.